# Polymetis
Polymetis is een geslacht van vlinders van de familie grasmineermotten (Elachistidae).

## Soorten
- P. carlinella Walsingham, 1908